# Alfons Schoesetters
Alfons Pieter (Alphonse of Alfons) Schoesetters (Kontich, 14 januari 1865 - Edegem, 10 maart 1945) was een Belgisch molenaar en liberaal politicus.

## Levensloop
Schoesetters groeide op in een landbouwers- en molenaarsgezin met drie kinderen te Kontich. Zijn ouders waren er eigenaar van de Vrijselmolen. Zelf werd hij ook molenaar en in maart 1897 werd hij eigenaar van de Edegemse Lijsterbolmolen. Deze bleef in zijn bezit tot augustus 1904.
Ook was hij politiek actief. Bij de gemeenteraadsverkiezingen van 1921 werd hij verkozen tot gemeenteraadslid op de conservatief katholieke-liberale kieslijst 'Oud Edegem'. In juli 1921 werd hij er vervolgens aangesteld als schepen en volgde hij tevens Frans Van Noyen op in de hoedanigheid van dienstdoend burgemeester. Op 18 december 1921 volgde zijn officiële aanstelling tot burgemeester, een functie die hij uitoefende tot 1927. Hij werd in deze hoedanigheid opgevolgd door de katholiek Willem Arts. Wel bleef hij actief als gemeenteraadslid.